# Gamma Lupi

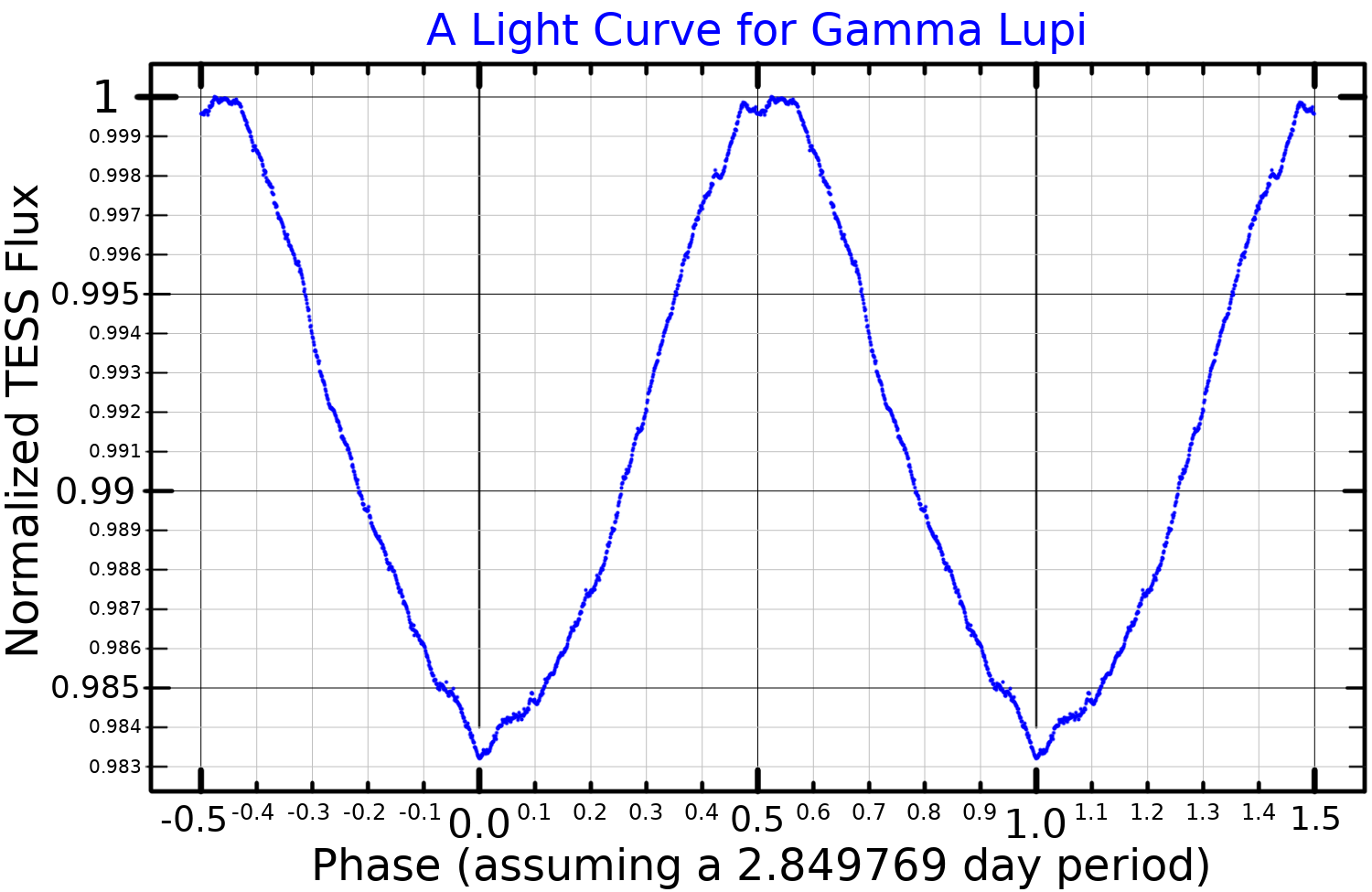
Lichtkromme van Gamma Lupi

Gamma Lupi is een ster in het sterrenbeeld Wolf met een magnitude van 2,77. De ster is niet te zien vanuit de Benelux.